# Panzerkampfwagen IV
Panzerkampfwagen IV (PzKpfw IV) – niemiecki czołg średni z okresu II wojny światowej. Aż do jesieni 1942 roku był najcięższym wozem pancernym służącym w armii III Rzeszy.
Początkowo był uzbrojony w krótkolufowe działo kalibru 75 mm, jednak pod wpływem doświadczeń wyniesionych ze starć z radzieckimi czołgami T-34 i KW-1 przezbrojono go w armaty długolufowe. Przez kilka miesięcy był najlepszym czołgiem państw Osi i jedynym, który mógł nawiązać równorzędną walkę z wozami alianckimi. Mimo pojawienia się cięższych maszyn PzKpfw V Panther i PzKpfw VI Tiger nigdy nie został przez nie wyparty z dywizji pancernych i do końca wojny był podstawowym czołgiem niemieckim.

## Historia rozwoju

### PzKpfw IV Ausf. A

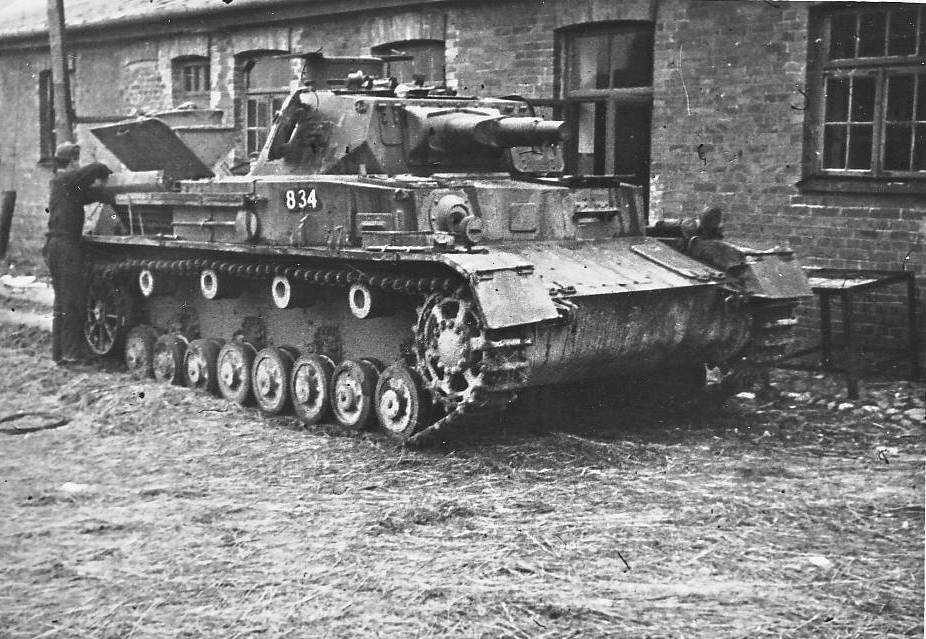
PzKpfw IV Ausf. A

Na przełomie roku 1934 i 1935 trzy firmy niemieckie (Rheinmetall, Krupp AG i MAN) przystąpiły, na zlecenie Departamentu Uzbrojenia Armii, do opracowania projektu czołgu średniego (kryptonim mittlerer Traktor) o masie do 18 ton, uzbrojonego w działo kalibru 75 mm. Ostatecznie na początku 1936 roku do produkcji seryjnej wybrano prototyp zaprezentowany przez firmę Krupp AG.
Układ jezdny wozu składał się z ośmiu par kół nośnych, połączonych parami w wózki jezdne, zawieszone na półresorach piórowych. Gąsienice spoczywały na czterech parach kół podtrzymujących. Jednostką napędową był 12-cylindrowy silnik w układzie V, typu Maybach HL 108 TR o mocy 230 KM, pozwalający na rozwinięcie prędkości 30 km/h. Miał pięciobiegową skrzynię biegów ZF SSG 74. Wóz był stosunkowo lekko opancerzony. Grubość pancerza kadłuba wynosiła 15 mm z tyłu i z boku, a 20 mm z przodu, natomiast wieży zmieniała się w zakresie od 10 mm z tyłu do 30 mm od frontu. Uzbrojenie stanowiła krótkolufowa armata 7,5 cm KwK 37 L/24 oraz dwa karabiny maszynowe MG 34 (jeden w kadłubie i jeden w wieży). Załoga czołgu składała się z pięciu osób: dowódca, celowniczy, ładowniczy, radiotelegrafista/strzelec i kierowca/mechanik. Masa całkowita pojazdu wynosiła 17 300 kg. Mimo że wyprodukowano niewiele wozów pierwszej serii, to zachodziły między nimi pewne różnice: w grudniu 1937 roku zmniejszono zapas amunicji do działa ze 140 sztuk na 122, w lutym 1938 roku usunięto zewnętrzny karabin przeciwlotniczy, w sierpniu tegoż roku dodano wyrzutnik świec dymnych z tyłu kadłuba, a wiosną 1940 roku przedni reflektor typu Notek i tylne światło pozycyjne. W lutym 1941 roku wzmocniono przód kadłuba dodatkową 30-mm płytą pancerną, a w marcu dodano zasobnik na rzeczy załogi montowany na tylnej ścianie wieży. Do marca 1938 roku wyprodukowano 35 wozów pierwszej serii, w zakładach Krupp, oznaczonych PzKpfw IV Ausf. A. Ostatnie pięć sztuk Ausf. A zostało zbudowanych w oparciu o kadłuby wersji Ausf. B o pogrubionym do 30 mm pancerzu czołowym.

### PzKpfw IV Ausf. B/C

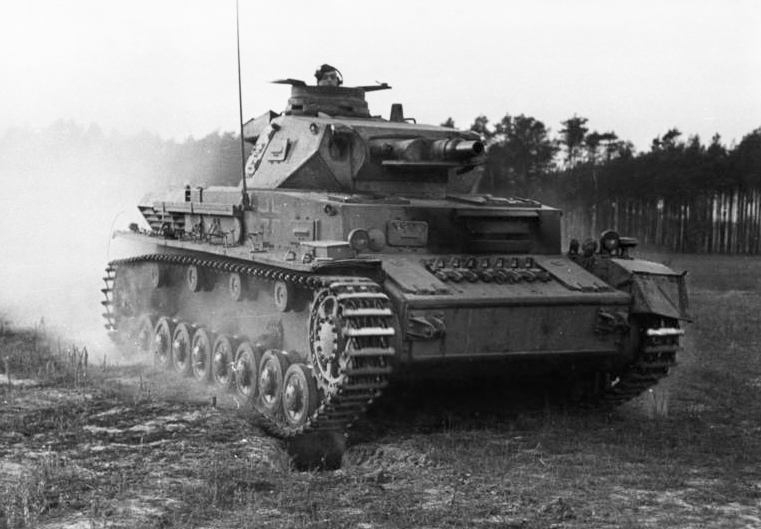
Panzer IV Ausf. C

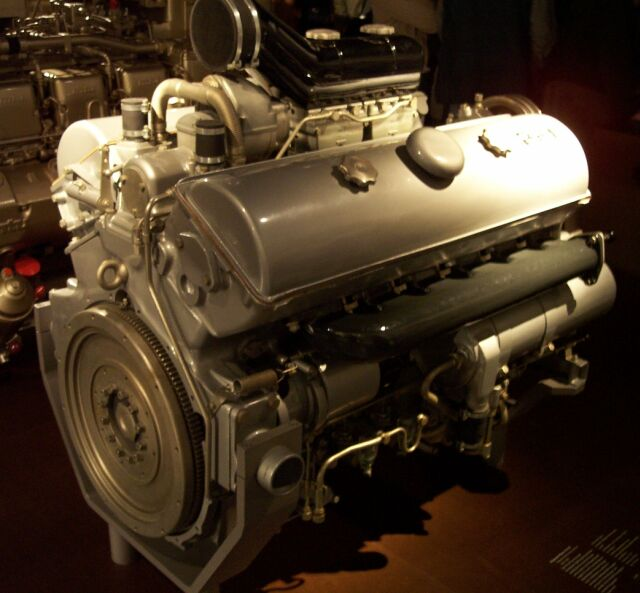
silnik Maybach 12-cyl. HL 120

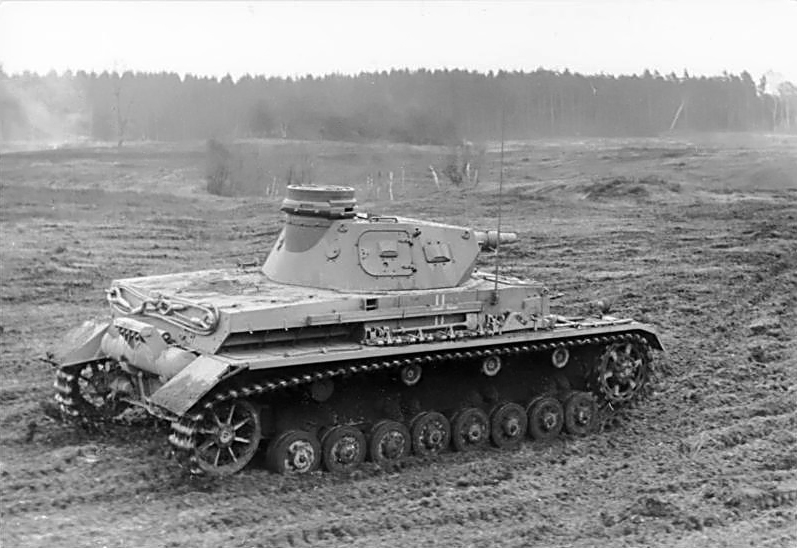
PzKpfw IV Ausf. D

W modelu PzKpfw IV Ausf. B dokonano kilku istotnych zmian. Przede wszystkim wymieniono silnik na mocniejszy Maybach HL 120 TR o mocy 265 KM, pozwalający na osiąganie prędkości do 35 km/h. Zwiększono również opancerzenie: czołowe do 30 mm i boczne do 20 mm. Zrezygnowano z łamanej przedniej płyty nadbudówki na rzecz prostej. Usunięto z kadłuba karabin maszynowy i zastąpiono go szczeliną obserwacyjną, przez którą można było prowadzić ogień z broni ręcznej. Ulepszono też wieżyczkę obserwacyjną dowódcy, tak, że była ona odlewana z pięciu części, oraz dodano stożkową osłonę na wieży na otworze służącym do wystrzeliwania rakiet sygnalizacyjnych. Zasobniki z amunicją zostały ponownie zmniejszone a nadbudówkę zwężono, aby utrzymać stałą masę pojazdu przy zwiększonej masie pogrubionego pancerza. Spowodowało to, mimo wszystko, wzrost całkowitej masy czołgu do 17 700 kg. Do września 1938 roku wyprodukowano 42 egzemplarze. Pierwsze dwanaście czołgów zbudowano na bazie kadłubów wersji Ausf. A, a pozostałe 30 na bazie kadłubów wersji Ausf. C.
Równocześnie, bo w październiku 1937 roku, rozpoczęto budowę czołgów w wersji C w firmie Krupp-Grusonwerk. Była ona wyposażona w silnik Maybach HL 120 TRM, dzięki czemu prędkość wzrosła do 42 km/h. Był on stosowany również we wszystkich kolejnych modelach. Zmodyfikowano osłonę jarzma armaty, tak, że górna przednia krawędź zewnętrznej części osłony uzyskała skośny profil, korzystniejszy z balistycznego punktu widzenia. Dodano opancerzoną osłonę lufy karabinu maszynowego MG 34. Zmieniony został kształt płyty czołowej pancerza w kadłubie. Zrezygnowano z dotychczasowego pancerza trójdzielnego wyposażonego w szczelinę obserwacyjną kierowcy na prawą stronę czołgu, zastępując ją płaską płytą pancerną o grubości 30 mm. Produkcję PzKpfw IV Ausf. C zakończono w sierpniu 1939 roku liczbą 140 sztuk.

### PzKpfw IV Ausf. D/E
Kontrakt na produkcję wersji Ausf. D dostał Krupp-Grusonwerk w czerwcu 1938 roku, gdy zamówiono 200 sztuk. Przed końcem roku SS zamówiło kolejne 48 czołgów. Wyprodukowano 232 z 248 zamówionych pojazdów. Pozostałe 16 wozów przerobiono na czołgi mostowe. We wrześniu 1939 roku w kadłubie PzKpfw IV przywrócono karabin maszynowy. Dodano również osłonę jarzma działa z wyprofilowanej płyty pancernej grubości 35 mm. Powrócono do montażu łamanej płyty czołowej nadbudowy. Zastosowano koła napędowe nowego typu i gąsienice z wyższym grzebieniem. W trakcie kampanii wrześniowej zwrócono uwagę na niedostateczne opancerzenie, więc od początku 1940 roku zaczęto montować w czołgach tej serii dodatkowe płyty pancerne grubości 20 mm, chroniące kadłub. Masa całkowita PzKpfw IV Ausf. D była równa 20 000 kg. Do maja 1940 roku wyprodukowano 232 egzemplarzy. W sierpniu 1940 roku 48 pojazdów przebudowano na czołgi Tauchpanzer IV. Ponad 24 kolejne wozy przystosowano do działań w Afryce Północnej na początku 1941 roku. Uszkodzone lub wyeksploatowane maszyny trafiały do warsztatów i fabryk, gdzie były modernizowane. Wiele podzespołów wymieniano wtedy na nowsze, co tworzyło prawdziwą mieszankę użytych części z różnych wersji produkcyjnych.

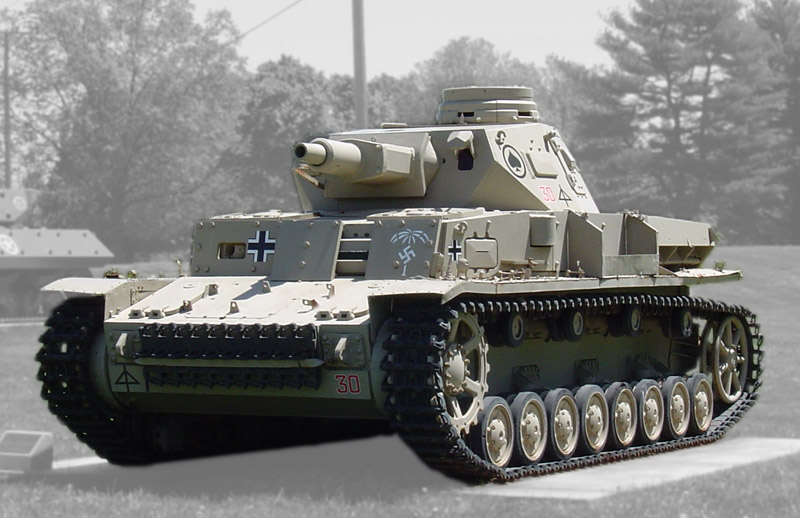
Panzer IV Ausf. D w United States Army Ordnance Museum

Model PzKpfw IV Ausf. E, produkowany był od września 1940 roku (został zakontraktowany już w lipcu poprzedniego roku) do kwietnia 1941 roku, w zakładach Krupp-Grusonwerk. Posiadał on zmodyfikowaną wieżę. Poza tym opancerzenie czoła kadłuba grubości 30 mm mogło być dodatkowo wzmocnione płytami o grubości 30 mm. Zmodyfikowano osłony piast kół jezdnych i pierścienia z zębami na kole napędowym. Zmieniono kształt tylnej części wieży i zainstalowano na jej powierzchni wentylator. Nowy wizjer kierowcy został zaadaptowany z PzKpfw III. Masa czołgu wzrosła do 21 000 kg. Całkowita produkcja wyniosła 223 sztuki. Podobnie jak w dwóch poprzednich wersjach, większość pojazdów została zbudowana jako czołgi, jedynie cztery pojazdy zostały użyte do budowy pojazdów mostowych (Brückenleger IVc), a dwa następne do testów nowego doświadczalnego typu zawieszenia (Schachtellaufwerk). Około 10 tych pojazdów zaadaptowano do walki w Afryce Północnej, przede wszystkim polepszono system chłodzenia silnika.

### PzKpfw IV Ausf. F1/F2

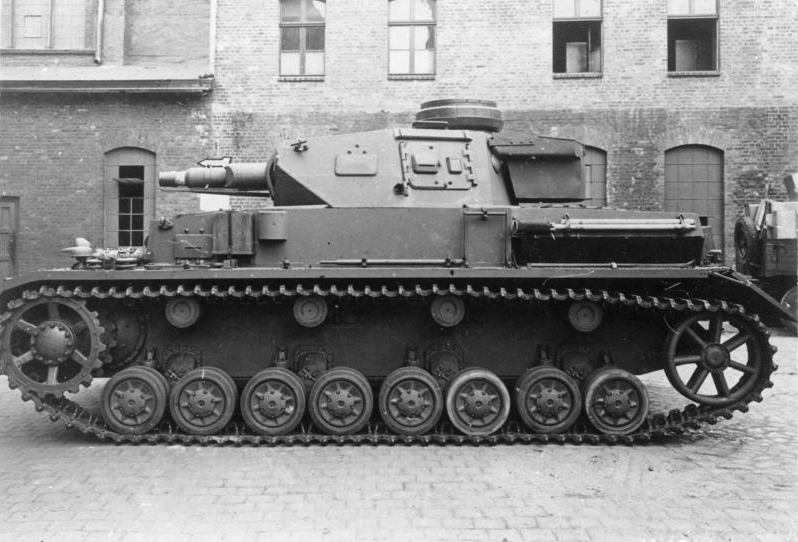
PzKpfw IV Ausf. F z działem 7,5 cm KwK 37

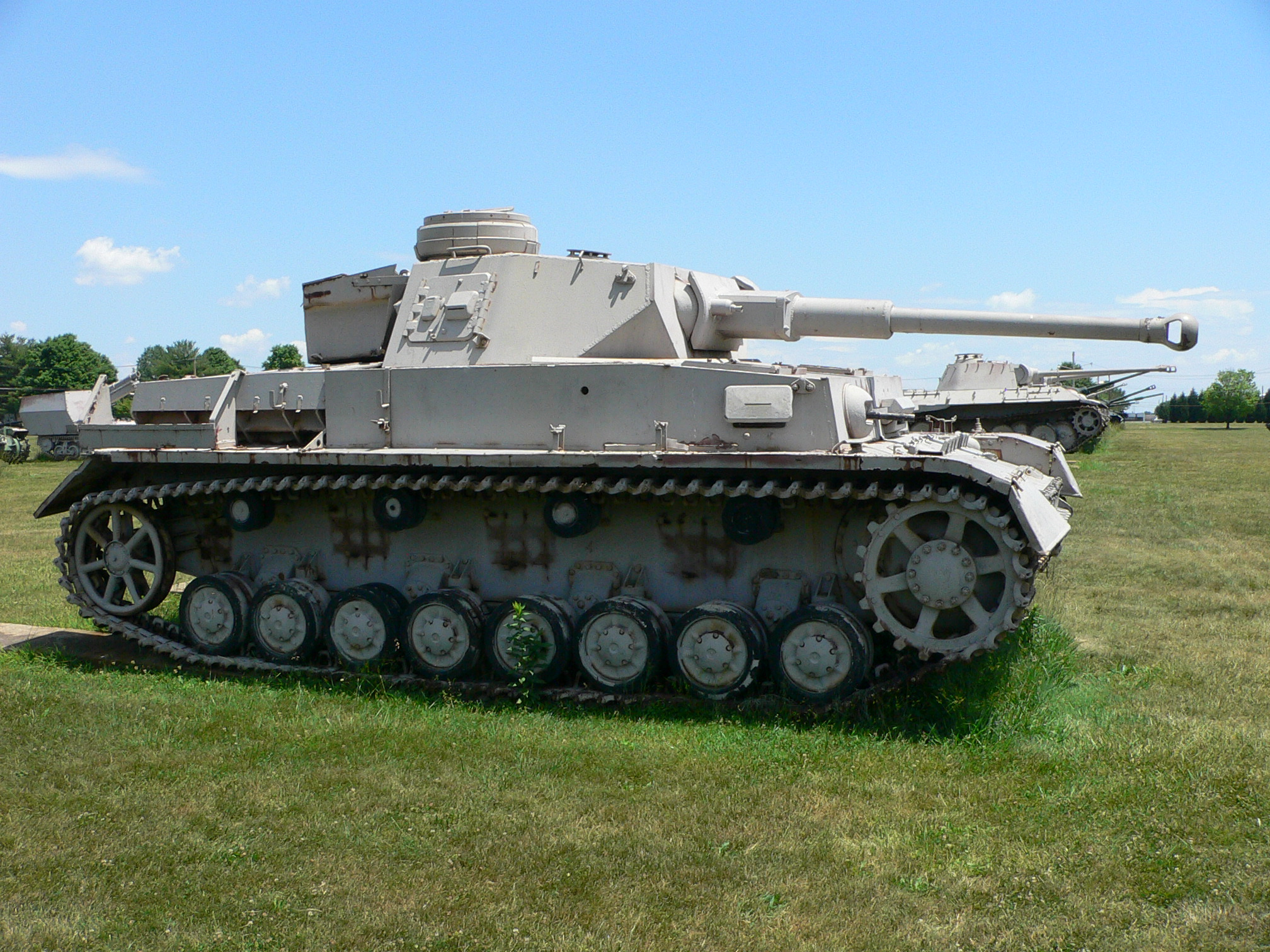
PzKpfw IV Ausf. F z działem 7,5 cm KwK 40

W grudniu 1938 roku rozpoczęto produkcję wozów PzKpfw IV Ausf. F, kiedy to zamówiono ich 128 sztuk w firmie Krupp-Grusonwerk. W związku z rozpoczęciem wojny, w listopadzie 1939 roku zamówienie zostało powiększone do 500 sztuk. W czerwcu 1940 roku do produkcji Panzerkampfwagen IV Ausf. F włączono zakłady Vomag i Nibelungenwerke, składając w nich zamówienia na serie po 100 pojazdów. W styczniu 1941 roku zwiększono zamówienie w zakładzie Krupp-Grusonwerk o 300 pojazdów. Podstawową różnicą w stosunku do poprzednich wersji było silniejsze opancerzenie. Grubość pancerza czołowego zarówno kadłuba, wieży, jak i jarzma działa wzrosła do 60 mm, natomiast pancerza bocznego do 30 mm. Pancerz tylny wzmocniono tylko w wieży, również do 30 mm. W lutym 1942 roku zaczęto montować na przednich powierzchniach kadłuba dodatkowe płyty pancerne Vorpanzer o grubości 20 mm. Ponownie zastosowano prostą płytę pancerną nadbudowy i tym samym ostatecznie zrezygnowano z płyty łamanej. Po prawej stronie został zainstalowany karabin maszynowy MG 34 w jarzmie kulistym (Kugelblende 50), obsługiwany przez radiooperatora. W PzKpfw IV Ausf. F zaczęto montować gąsienice o szerokości 400 mm (dotychczas używano gąsienic o szerokości 380 mm), by polepszyć mobilność stale przybierającego na wadze czołgu. Zmiana gąsienic spowodowała konieczność modyfikacji kół napędowych i napinających, z odlewanych na spawane z rur. Wszystkie zmiany poskutkowały wzrostem masy całkowitej czołgu do 22 300 kg. Do marca 1942 roku wyprodukowano 470 egzemplarzy (393 w Krupp-Grusonwerk, 64 w Vomag i 13 w Nibelungenwerke).
Od kwietnia 1942 roku czołgi PzKpfw IV Ausf. F zaczęto uzbrajać w długolufowe działa 7,5 cm KwK 40 L/43. Nowe wozy otrzymały oznaczenie PzKpfw IV Ausf. F2, natomiast nazwę starej serii zmieniono na F1. Dłuższe armaty powodowały wzrost masy pojazdu do 23 600 kg oraz spadek prędkości do 40 km/h. Jednak tylko wyposażone w to działo mogły konkurować z radzieckimi czołgami T-34. Produkcję kontynuowano tylko do lipca 1942 roku i zakończyła się ona wybudowaniem 175 sztuk oraz przezbrojeniem 25 PzKpfw IV Ausf. F1.

### PzKpfw IV Ausf. G

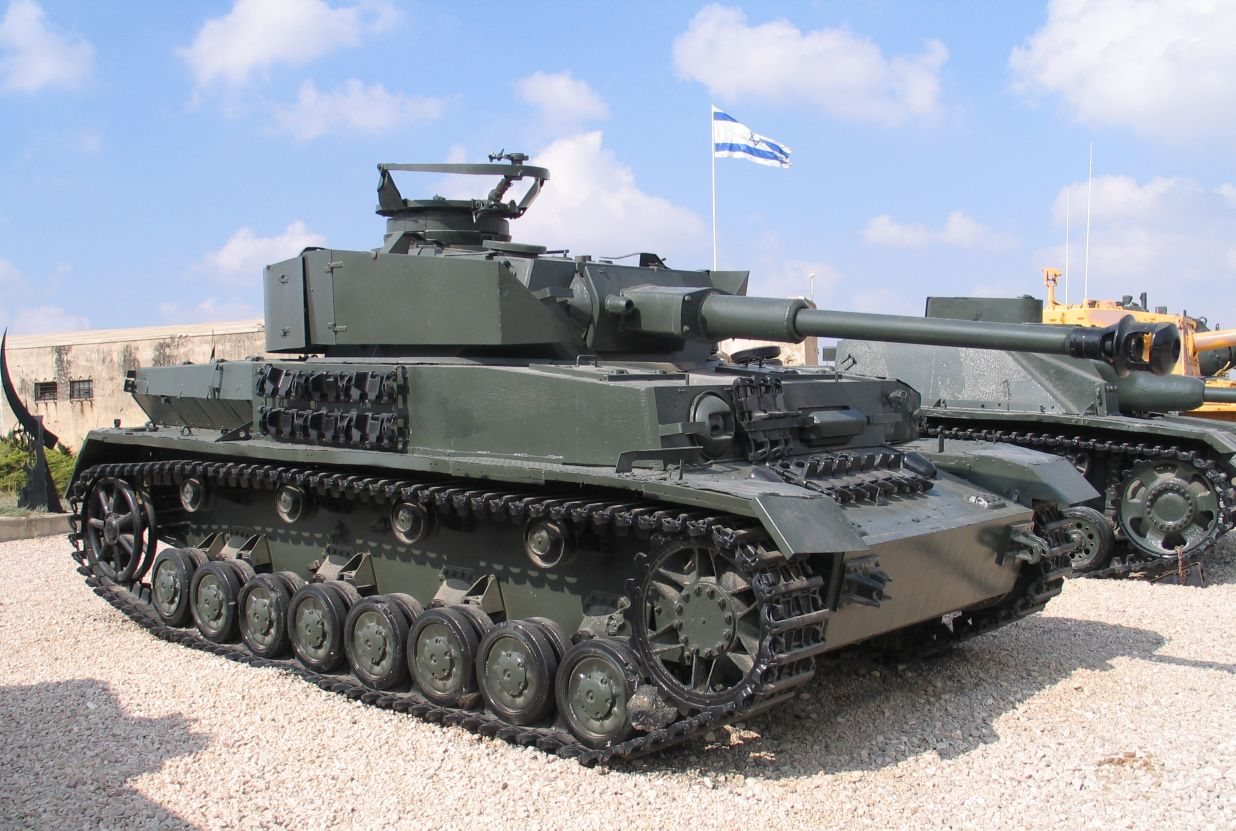
PzKpfw IV Ausf. G w Muzeum Jad la-Szirjon, Izrael

Różnice pomiędzy PzKpfw IV Ausf. F2 a wersją G były niewielkie. Zmieniono hamulec wylotowy działa z jednokomorowego na dwukomorowy, zlikwidowano dwie szczeliny obserwacyjne ładowniczego oraz zmieniono kształt włazów kierowcy i radiotelegrafisty. Między czerwcem 1941 roku a lutym 1942 roku zamówiono 1400 wozów Ausf. G. Od maja 1942 roku do czerwca roku następnego wyprodukowano 1687 czołgów PzKpfw IV Ausf. G w zakładach Krupp-Grusonwerk, Vomag i Nibelungenwerke. Panzerkampfwagen IV Ausf. G był produkowany nieco ponad rok, więc dokonano w tym czasie szeregu zmian. Zlikwidowano prawy wizjer z przedniej części wieży, a także wizjery z bocznych ścian wieży. Dodano stelaż do przewozu zapasowych kół jezdnych na lewym błotniku i zaczepy do mocowania siedmiu ogniw gąsienic na górnej płycie z przodu kadłuba. We wrześniu 1942 roku zastąpiono reflektor typu Notek osłoniętym reflektorem typu Bosch. W ostatnich 700 wozach tej serii zamontowano ekrany pancerne (Schürzen) grubości 5 mm, chroniące boki kadłuba i wieży przed pociskami kumulacyjnymi i małokalibrową bronią przeciwpancerną. 412 czołgów uzbrojono w nową armatę 7,5 cm KwK 40 L/48 oraz dodano im płytę pancerną grubości 30 mm, chroniącą czoło kadłuba.

### PzKpfw IV Ausf. H

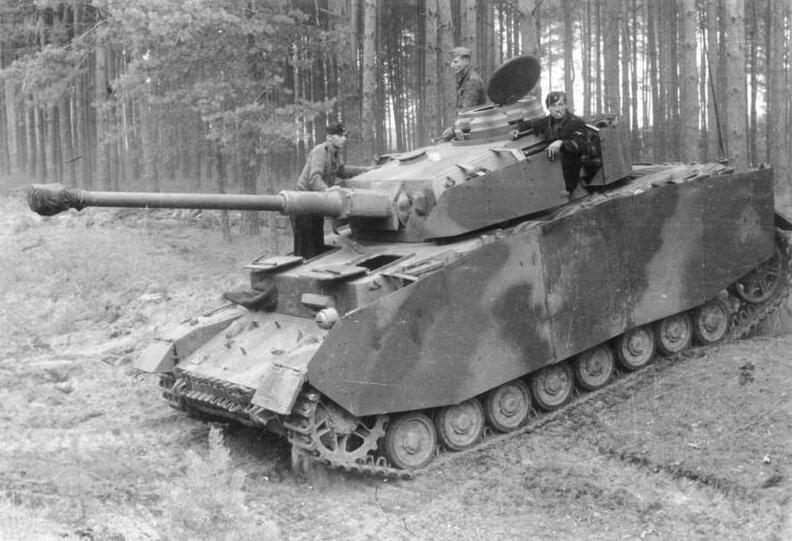
PzKpfw IV Ausf. H był najpopularniejszym z modeli PzKpfw IV (łącznie wyprodukowano 3774 sztuki)

W kwietniu 1943 roku rozpoczęto produkcję wozów PzKpfw IV Ausf. H w Krupp-Grusonwerk, Vomag i Nibelungenwerke. Zmieniono przełożenia skrzyni biegów, zmniejszając prędkość, ale zapewniając większy moment obrotowy. Wymusił to ciągły przyrost masy czołgu, która wzrosła w tej wersji z 18 do 25 ton. W wozach produkowanych od czerwca 1943 roku zlikwidowano boczne wizjery w kadłubie, które były teraz zasłonięte przez osłony pancerne. Zastąpiono koła podtrzymujące, mające do tej pory gumowe bandaże, całkowicie stalowymi. We wrześniu powrócono do montażu odlewanego koła napinającego. Czoło całego kadłuba było już chronione pancerzem o grubości 80 mm (bez płyt dodatkowych).
W toku produkcji, zaczęto dolne i boczne powierzchnie kadłuba oraz boczne powierzchnie wieży pokrywać Zimmeritem. Była to specjalna substancja zapobiegająca przyleganiu przeciwpancernych min magnetycznych. Masa czołgu wzrosła do 26 000 kg, co spowodowało niewielki spadek prędkości maksymalnej, do 38 km/h. Ogółem, do czerwca 1944 roku, wyprodukowano 3774 wozy tej serii. 60 podwozi tej wersji wykorzystano do produkcji dział pancernych Sturmpanzer IV, a 30 następnych do produkcji Sturmgeschütz IV.

### PzKpfw IV Ausf. J

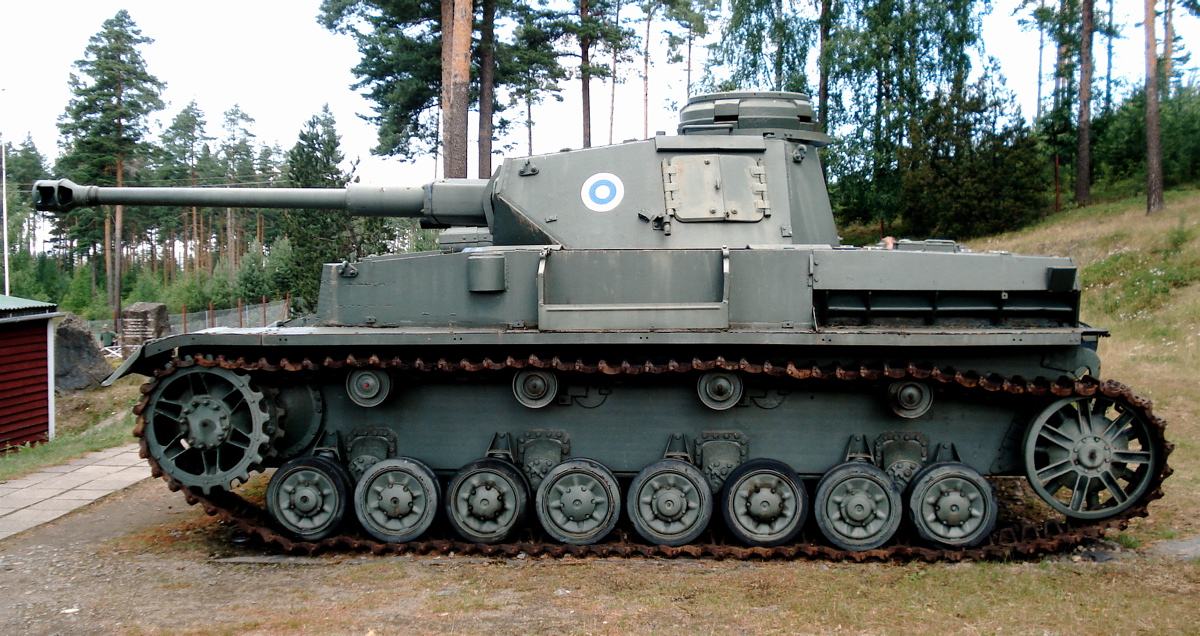
PzKpfw IV Ausf. J w fińskim Muzeum Czołgów w Parola

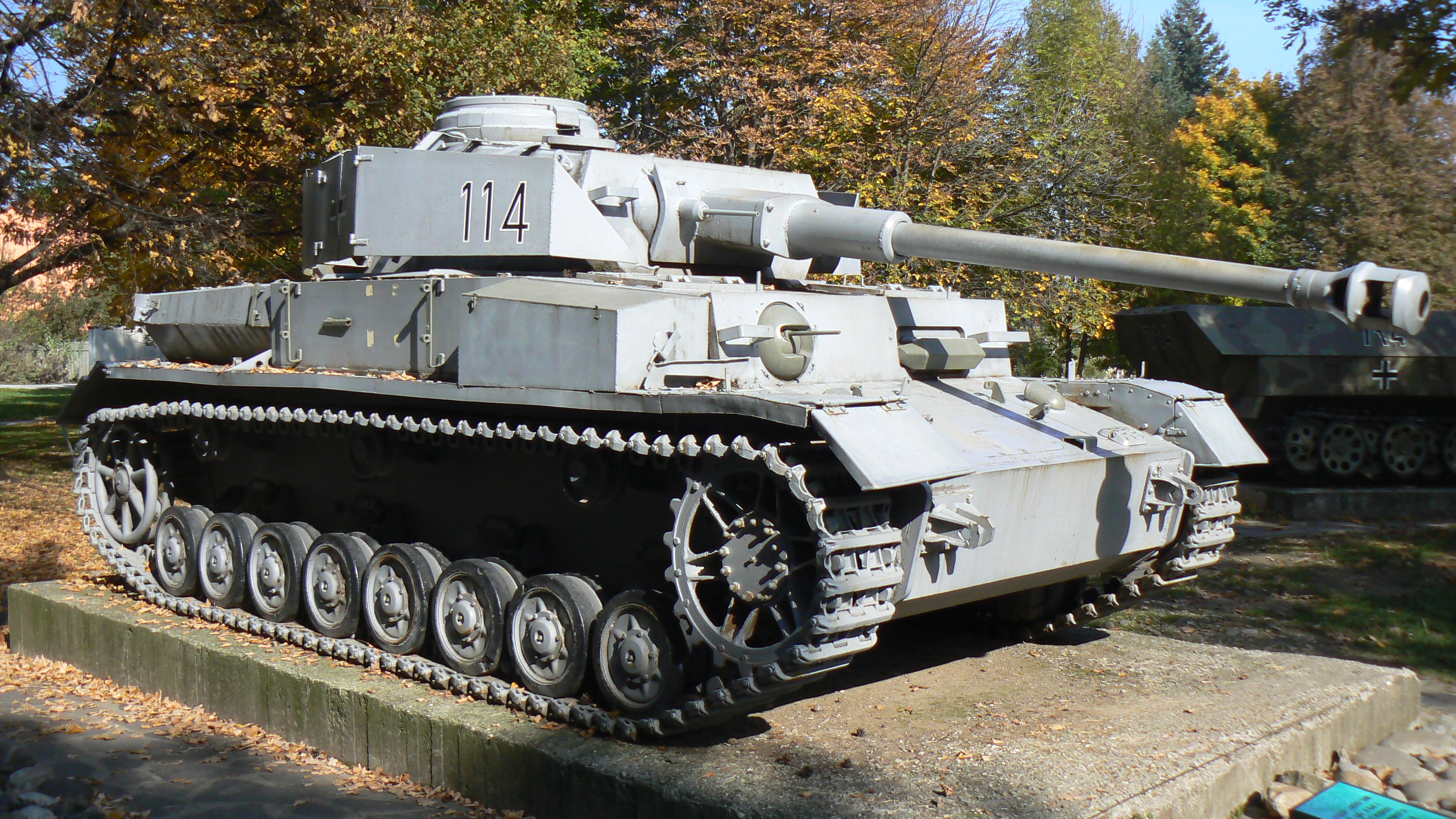
Panzerkampfwagen IV Ausf. J

Kolejny model czołgu PzKpfw IV charakteryzował się szeregiem uproszczeń technologicznych, ułatwiających i przyśpieszających produkcję. Na przykład wieża posiadała wyłącznie ręczny mechanizm obrotu, dzięki czemu można było zamontować dodatkowy zbiornik paliwa. Montaż dodatkowych zbiorników paliwa trwał jednak tylko miesiąc, ponieważ okazało się, że przeciekały. Później opracowano nowe, pozbawione wad technicznych. W toku produkcji zlikwidowano boczne kadłubowe szczeliny obserwacyjne, zmodyfikowano układ wydechowy. Zastosowano również nowe ekrany przeciwpancerne z siatki stalowej (Thoma Schürzen) oraz zaczęto montować tzw. Nahverteidigungswaffe (broń obrony bezpośredniej), czyli miotacze granatów dymnych, sygnałowych i przeciwpiechotnych. W związku z instalacją wyżej wspomnianych ekranów przeciwpancernych, należało zrezygnować z wizjerów w bocznych włazach wieży i otworów strzelniczych. Zrezygnowano także ze stosowania Zimmeritu. W sierpniu 1944 roku rozpoczęto montaż nowych tłumików płomieni – Flammentörten. W październiku przedłużono boczne ściany kadłuba i na ich końcach uformowano zaczepy holownicze, eliminując przy tym zaczepy instalowane osobno. Masa całkowita czołgu wynosiła 25 000 kg. Produkcję kontynuowano od czerwca 1944 roku do marca roku 1945. Ogółem powstało ponad 3000 czołgów Pz. IV Ausf. J.

## Zastosowanie bojowe
Według niemieckiej koncepcji wojsk pancernych, wóz PzKpfw IV miał być najcięższym czołgiem w dywizjach pancernych. Wyposażony w krótkolufowe działo kalibru 75 mm, miał służyć jako wsparcie lżejszych wozów PzKpfw III głównie w starciu z nieprzyjacielską piechotą. Jednakże w przededniu wybuchu wojny czołgów PzKpfw III było jeszcze zbyt mało, by uwzględnić je w planach dowództwa. Według etatu batalionu pancernego z 1939 roku, miały się w nim znaleźć dwie kompanie lekkie wyposażone w czołgi PzKpfw I i PzKpfw II oraz jedna ciężka, w której powinno służyć 12 wozów PzKpfw IV.

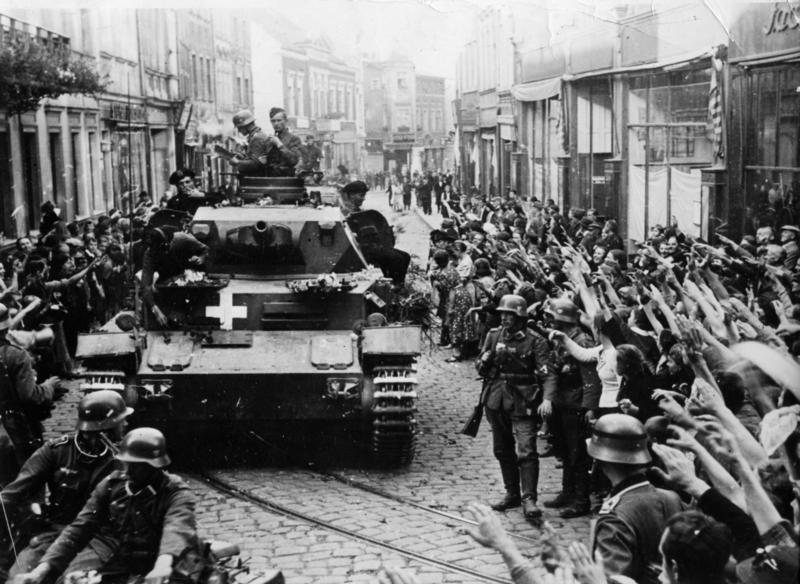
Zdjęcie przedstawia PzKpfw IV na ulicy Starej w Grudziądzu

W sierpniu 1939 roku Niemcy dysponowali 211 czołgami PzKpfw IV, co stanowiło zaledwie 6% całości sił pancernych III Rzeszy. Dlatego też w niektórych batalionach zastępowano je czołgami lżejszymi, które nie znalazły się w oficjalnych etatach (PzKpfw III, PzKpfw 35(t), PzKpfw 38(t)). W piętnastu zaś w ogóle nie zorganizowano kompanii ciężkich. Podczas kampanii wrześniowej czołgów tych użyto w niewielkiej liczbie. Jego pierwsze serie były wtedy również dość słabo opancerzone. Maksymalna grubość pancerza tego czołgu wynosiła w czasie ataku na Polskę 30 mm. Czołgi te mogły więc być skutecznie zwalczane dzięki użyciu polskiej broni przeciwpancernej, takiej jak armata Bofors czy nawet karabin przeciwpancerny „UR”. Dzięki zastosowaniu w nim amunicji o kalibrze 7.92 mm Panzer IV mógł być skutecznie zniszczony z odległości 100 metrów Czołgi te mogły być także skutecznie zwalczane przez dozbrojone w nkm 20 mm polskie tankietki TKS, polskie czołgi 7TP czy będące na wyposażeniu polskich sił pancernych zachodnie konstrukcje takie jak angielskie Vickers E oraz francuskie Renault R-35.

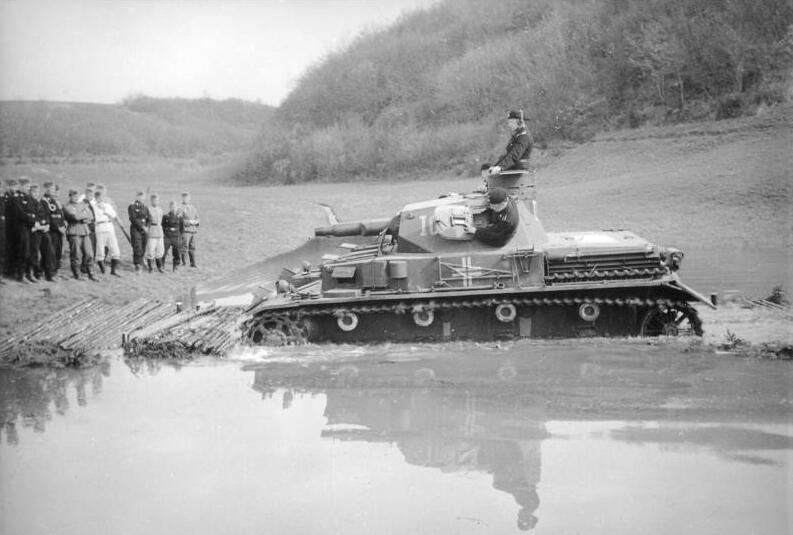
Panzer IV Ausf. A przeprawia się przez wodę

Po kampanii wrześniowej stopniowo zaczęto wycofywać czołgi lekkie, jednak był to proces powolny, gdyż nie było wystarczającej liczby czołgów średnich, którymi można by je zastąpić. Poziom ich produkcji w początkowym okresie wojny był o wiele za niski jak na rzeczywiste potrzeby armii niemieckiej. W związku z planowaną inwazją na Związek Radziecki stany dywizji pancernych zmniejszono, usuwając jeden z czterech batalionów pancernych i wcielając je do nowych jednostek. W ten sposób zwiększono liczbę związków pancernych, choć liczba czołgów rosła bardzo powoli. W dodatku nadal były w użyciu czołgi lekkie PzKpfw II lub zdobyczne czołgi czeskie, których nie można było zastąpić lepszym sprzętem. Doświadczenia września spowodowały, że Niemcy zdecydowali się na zwiększenie grubości pancerza czołgu Panzer IV.

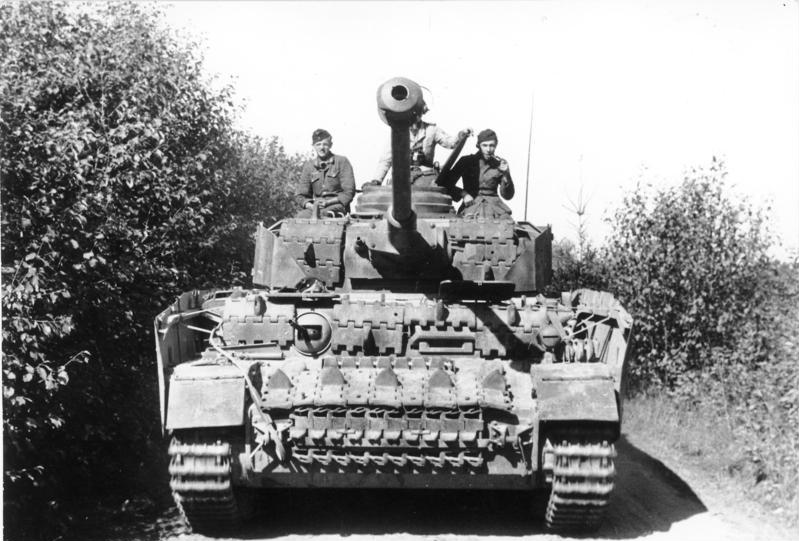
Panzer IV Ausf. H w Polsce. Rok 1944

Swoje sukcesy w kampanii francuskiej oraz w początkowym okresie operacji Barbarossa armia niemiecka zawdzięczała zastosowaniu doktryny Blitzkriegu, zapewniającej doskonałą współpracę wojsk pancernych z innymi rodzajami broni oraz zaskoczeniu przeciwnika. Jednakże żaden czołg niemiecki nie mógł samodzielnie stawić czoła dobrze opancerzonym wozom alianckim. Okazało się, że nawet czołgi PzKpfw III z długolufową armatą kalibru 50 mm nie dorównują radzieckim T-34. Dlatego też od wiosny 1942 roku zaczęto wozy PzKpfw IV uzbrajać w długolufowe działa kalibru 75 mm. Było ich jednak ciągle zbyt mało; w październiku w oddziałach pancernych Afrika Korps było 540 czołgów, lecz tylko 38 PzKpfw IV.
Aż do jesieni tego roku, gdy ruszyła produkcja ciężkich czołgów PzKpfw VI Tiger, były one najlepszą niemiecką bronią zaczepną. Ostatecznie wycofano z dywizji pancernych wozy starszych typów, które nie nadawały się do bezpośredniej walki z nieprzyjacielskimi czołgami.
Od lata 1943 roku w niemieckich dywizjach pancernych zaczęły pojawiać się czołgi PzKpfw V Panther. Ustalono nowy etat dywizji, według którego miała się ona składać z dwóch czterokompanijnych batalionów pancernych. Jeden z nich miał być wyposażony w czołgi PzKpfw IV, natomiast drugi miał zostać uzbrojony w czołgi Panther. Nigdy jednak ich liczba nie przewyższyła liczby wozów PzKpfw IV, których produkcja trwała niemal do końca wojny. Od końca 1942 roku PzKpfw IV był podstawowym czołgiem w armii niemieckiej, choć ustępował zarówno czołgom Panther, jak i Tiger. Ogółem wyprodukowano ponad 8,5 tysiąca egzemplarzy różnych wersji.
Wiele czołgów PzKpfw IV służyło również w armiach innych krajów. Używali ich między innymi Węgrzy (52 sztuki), Rumuni (100 sztuk), Bułgarzy (52 sztuki), Finowie (15 sztuk) i Hiszpanie (20 sztuk). Prawdopodobnie kilka sztuk trafiło również do Chorwacji i Turcji. Nieznana liczba tych wozów została przejęta w toku działań wojennych przez Rosjan. Część z nich była wykorzystywana w roli przynęty, natomiast inne przebudowano na samobieżne działa SU-76I lub SG-122A. Pewna liczba czołgów służyła także po zakończeniu wojny, m.in. w Bułgarii, Jugosławii, Finlandii, Egipcie, Hiszpanii, Jordanii i Turcji. 17 egzemplarzy wzięło udział w wojnie sześciodniowej w 1967 roku, walcząc po stronie syryjskiej.

## Dane techniczne
| Model                 | PzKpfw IV Ausf. B                   | PzKpfw IV Ausf. E                   | PzKpfw IV Ausf. G                   | PzKpfw IV Ausf. J                   |
| Masa całkowita (kg)   | 17 700                              | 21 000                              | 23 500                              | 25 000                              |
| Długość (mm)          | 5870                                | 5920                                | 6630                                | 7015                                |
| Szerokość (mm)        | 2830                                | 2840                                | 2880                                | 2880                                |
| Wysokość (mm)         | 2850                                | 2680                                | 2680                                | 2680                                |
| Silnik                | Maybach HL 120 TR 265 KM            | Maybach HL 120 TRM 265 KM           | Maybach HL 120 TRM 265 KM           | Maybach HL 120 TRM 265 KM           |
| Prędkość (km/h)       | 35                                  | 42                                  | 40                                  | 38                                  |
| Zasięg na drodze (km) | 140                                 | 200                                 | 210                                 | 320                                 |
| Zasięg w terenie (km) | 90                                  | 125                                 | 130                                 | 210                                 |
| Załoga                | 5                                   | 5                                   | 5                                   | 5                                   |
| Uzbrojenie            | 75 mm KwK 37 L/24 1x MG34 (7,92 mm) | 75 mm KwK 37 L/24 2x MG34 (7,92 mm) | 75 mm KwK 40 L/43 2x MG34 (7,92 mm) | 75 mm KwK 40 L/48 2x MG34 (7,92 mm) |

|                         | PzKpfw IV Ausf D (bez płyt dodatkowych) | PzKpfw IV Ausf D (bez płyt dodatkowych) | PzKpfw IV Ausf D (bez płyt dodatkowych) | PzKpfw IV Ausf D (bez płyt dodatkowych) | PzKpfw IV Ausf G (z płytami dodatkowymi) | PzKpfw IV Ausf G (z płytami dodatkowymi) | PzKpfw IV Ausf G (z płytami dodatkowymi) | PzKpfw IV Ausf G (z płytami dodatkowymi) |
|                         | przód                                   | bok                                     | tył                                     | góra                                    | przód                                    | bok                                      | tył                                      | góra                                     |
| wieża                   | 30/10                                   | 20/25                                   | 20/0                                    | 10/83                                   | 50/11                                    | 30/26                                    | 30/10                                    | 10/83                                    |
| górny kadłub            | 30/7                                    | 20/0                                    | 20/9                                    | 12/84                                   | 50+30/10                                 | 30/0                                     | 20/12                                    | 12/85                                    |
| dolny kadłub            | 30/12                                   | 20/0                                    | 20/10                                   | 10/90                                   | 50+30/12                                 | 30/0                                     | 20/9                                     | 10/90                                    |
| osłona działa           | 35/*                                    | 35/*                                    | 35/*                                    | 35/*                                    | 50/*                                     | 50/*                                     | 50/*                                     | 50/*                                     |
| * – kształt profilowany |                                         |                                         |                                         |                                         |                                          |                                          |                                          |                                          |

| Działo                                                                        | 75 mm KwK 37 L/24 | 75 mm KwK 37 L/24 | 75 mm KwK 37 L/24 | 75 mm KwK 37 L/24 | 75 mm KwK 37 L/24 | 75 mm KwK 40 L/43 | 75 mm KwK 40 L/43 | 75 mm KwK 40 L/43 | 75 mm KwK 40 L/43 | 75 mm KwK 40 L/43 | 75 mm KwK 40 L/48 | 75 mm KwK 40 L/48 | 75 mm KwK 40 L/48 | 75 mm KwK 40 L/48 | 75 mm KwK 40 L/48 |
| Odległość (m)                                                                 | 100               | 500               | 1000              | 1500              | 2000              | 100               | 500               | 1000              | 1500              | 2000              | 100               | 500               | 1000              | 1500              | 2000              |
| Panzergranate 39                                                              | 41                | 39                | 35                | 32                | 30                | 99                | 91                | 81                | 72                | 63                | 106               | 96                | 85                | 74                | 64                |
| Panzergranate 40                                                              | brak              | brak              | brak              | brak              | brak              | 126               | 108               | 87                | 69                | –                 | 143               | 120               | 97                | 77                | –                 |
| Pzgr 39 – pocisk przeciwpancerny (APCBC) Pzgr 40 – pocisk podkalibrowy (APCR) |                   |                   |                   |                   |                   |                   |                   |                   |                   |                   |                   |                   |                   |                   |                   |

## Zachowane egzemplarze
- Muzeum Batey ha-Osef (Izrael)
- Muzeum Jad la-Szirjon (Izrael)
- Deutsches Panzermuseum (Niemcy)
- Vojni muzej (Serbia)
- Muzeum Czołgów w Parola (Finlandia)
- United States Army Ordnance Museum (Stany Zjednoczone)
- Múzeum Slovenského národného povstania (Słowacja)
- Muzeum Oręża Polskiego (Polska)
- Muzeum Czołgów w Kubince
- Muzeum Czołgów w Bovington

## Inne pojazdy na podwoziu PzKpfw IV

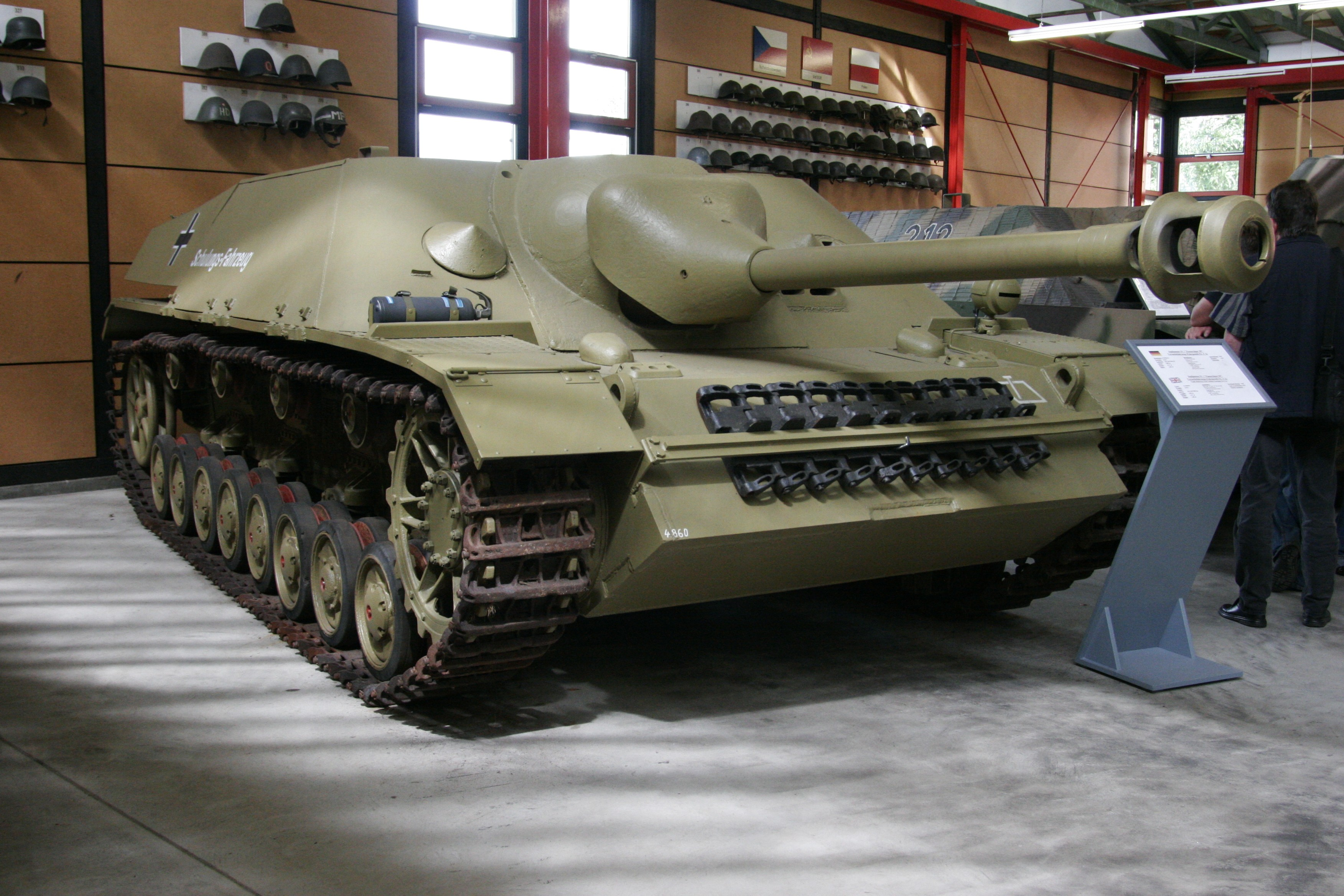
Niszczyciel czołgów Jagdpanzer IV/48

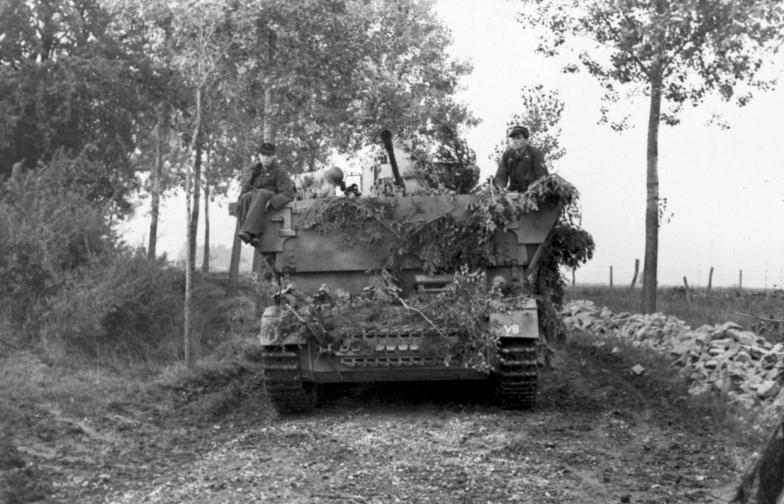
Möbelwagen w północnej Francji, 21 czerwca 1944

Ponieważ działa pancerne Sturmgeschütz III/40 okazały się nad wyraz dobrą konstrukcją, w 1943 roku postanowiono tworzyć podobne pojazdy na podwoziu czołgu PzKpfw IV, zabudowując na nich armaty 7,5 cm StuK 40 L/48. Otrzymały one oznaczenie StuG IV, a ich produkcja trwała od grudnia 1943 roku do marca 1945 roku i zakończyła się zbudowaniem 1108 sztuk. Również 31 czołgów PzKpfw IV Ausf. H przebudowano na działa StuG IV.
Pod koniec 1943 roku rozpoczęto produkcję doskonałego niszczyciela czołgów Jagdpanzer IV, uzbrojonego w działo przeciwpancerne 7,5 cm PaK 40 L/48. Była to konstrukcja opracowana przez firmę Vomag na bazie podwozia wozu PzKpfw IV. Do listopada 1944 roku wybudowano 769 sztuk. Od sierpnia 1944 roku zaczęto produkować nową wersję tego niszczyciela, wyposażoną w lepszą armatę przeciwpancerną 7,5 cm PaK 42 L/70. Do marca 1945 roku wyprodukowano 930 pojazdów oznaczonych Jagdpanzer IV/70 (V). W maju 1943 roku rozpoczęto produkcję silnie opancerzonych haubic samobieżnych Sturmpanzer IV Brummbär, opracowanych przez firmę Alkett. Ich uzbrojenie stanowiły ciężkie haubice 15 cm StuH 43 L/12 zabudowane na podwoziu czołgu PzKpfw IV. Do końca wojny wybudowano 314 egzemplarzy. Od sierpnia 1944 roku w nadbudówkach tych pojazdów zaczęto montować działa przeciwpancerne 7,5 cm PaK 42 L/70. W ten sposób powstało 278 niszczycieli czołgów Jagdpanzer IV/70 (A).
Na bazie podwozia czołgu PzKpfw IV powstały też dwie dobre konstrukcje lekko opancerzonych dział samobieżnych. Jednym z nich był Hummel („Trzmiel”), uzbrojony w ciężką haubicę 15 cm sFH 18 L/30. Od maja 1943 roku wyprodukowano 724 sztuki. Podobnym pojazdem był niszczyciel czołgów Nashorn („Nosorożec”), pierwotnie nazywany Hornisse („Szerszeń”), wyposażony w przeciwpancerną armatę 8,8 cm PaK 43 L/71. Od lutego 1943 roku zbudowano 492 egzemplarze.
Czołgi PzKpfw IV wykorzystano również do skonstruowania kilku różnych konstrukcji samobieżnych dział przeciwlotniczych, zwanych Flakpanzer IV. Od marca 1944 roku do marca roku następnego wyprodukowano 240 pojazdów Möbelwagen („Wóz meblowy”), uzbrojonych w działa przeciwlotnicze 3,7 cm FlaK 43 L/89. Od lipca 1944 roku do lutego 1945 roku 105 czołgów PzKpfw IV wycofanych z dywizji pancernych przezbrojono w cztery sprzężone działa przeciwlotnicze 2 cm FlaK 38 L/112. Tak powstał Wirbelwind („Wicher”). Od sierpnia 1944 roku zaczęto je również wyposażać w armaty 3,7 cm FlaK 43 L/89. W ten sposób skonstruowano 43 wozy Ostwind („Wschodni wiatr”).
Przed planowaną inwazją na Wielką Brytanię 42 czołgi PzKpfw IV Ausf. D przystosowano do pokonywania przeszkód wodnych o głębokości do 15 m (Tauchpanzer IV). Od lipca 1944 roku 187 wozów PzKpfw IV Ausf. J przebudowano na pojazdy kierowania ogniem (Beobachtungswagen IV). Podwozia i kadłuby czołgów PzKpfw IV posłużyły również do konstrukcji kilku innych typów pojazdów, m.in. czołgów dowodzenia (Panzerbefehlswagen IV), samobieżnych transporterów amunicyjnych (Munitionschlepper IV), wozów pogotowia technicznego (Bergepanzer IV) lub czołgów mostowych (Brückenleger IV).